# Rashaant, Bulgan
Rashaant (tiếng Mông Cổ: Рашаант) là một sum của tỉnh Bulgan ở miền bắc Mông Cổ. Vào năm 2009, dân số của sum là 3.131 người.

## Địa lý
Sum có diện tích khoảng 1.000 km2. Trung tâm sum, Ulaan Shiveet, nằm cách tỉnh lỵ Bulgan 190 km và thủ đô Ulaanbaatar 270 km.

### Khí hậu
Nhiệt độ trung bình hàng năm ở khu vực này là 5 °C. Tháng ấm nhất là tháng 7, khi nhiệt độ trung bình là 25 °C và lạnh nhất là tháng 1, với -19 °C. Lượng mưa trung bình hàng năm là 347 mm. Tháng nhiều mưa nhất là tháng 7, với lượng mưa trung bình 95 mm và khô nhất là tháng 2, với lượng mưa 2 mm.

## Kinh tế
Sum phát triển ngành dịch vụ, có trường học, bệnh viện và nhà nghỉ.